# جي. فرانك ألدريش
جي. فرانك ألدريش هو سياسي أمريكي، ولد في 6 أبريل 1853 في تو ريفرز في الولايات المتحدة، وتوفي في 8 مارس 1933 في شيكاغو في الولايات المتحدة. نشط حزبياً في الحزب الجمهوري. وقد انتخب عضو مجلس النواب الأمريكي ‏.